# Tempi nostri - Zibaldone n. 2
Tempi nostri (bra: Nossos Tempos) é um filme ítalo-francês de 1954, do gênero comédia, com vários segmentos: Don Corradino, Gli innamorati, La macchina fotografica, Scena all'aperto, Il baccio, Il pupo, Mara, Scusi, ma..,  dirigidos por Alessandro Blasetti, e La parade, dirigido por Paul Paviot.